# Galina Balaixova
Galina Balaixova   (Kolomna, 4 de desembre de 1931), nom complet amb patronímic Galina Andréievna Balaixova, rus: Галина Андреевна Балашова, és una arquitecta i dissenyadora russa, que va estar associada amb el programa espacial soviètic.

## Vida
Balaixova va nàixer a Kolomna i va estudiar a l'Institut d'Arquitectura de Moscou. Balaixova va començar la seua carrera professional el 1955 en l'institut de disseny GiproAviaProm a Samara. El seu treball en aquell temps va implicar eliminar elements decoratius, considerats "decadents", d'edificis residencials. El 1957 va passar a ser arquitecta sènior en OKB-1, responsable del disseny a l'inici del programa espacial soviètic. Va començar dissenyant residències per a empleats però més tard va contribuir al disseny de l'interior de la nau espacial Soiuz i les estacions espacials Saliut i Mir. També va treballar com a assessora per al programa Buran. Es va retirar el 1991.
El seu treball amb el programa espacial va incloure el disseny d'espais d'interior, mobiliari, panells de control o logotips decoratius. Va dissenyar per a un entorn de gravetat zero, utilitzant contrastos de colors per al sòl i el sostre per evitar que els cosmonautes es desorientaren. Gran part del seu treball va ser poc conegut, i va ser declarat com a alt secret.
El seu disseny dels pins de solapa usats en l'exposició aeronàutica de França el 1973 es va convertir més tard en l'emblema oficial per al programa de proves Apollo-Soiuz. No obstant això, el govern rus va patentar el disseny i no va donar crèdit com a autora a Balaixova.